# Tristramella simonis
Tristramella simonis е вид лъчеперка от семейство Цихлиди (Cichlidae).

## Разпространение
Видът е разпространен в Израел и Сирия.